# Triple C Challenger Cars
Triple C Challenger Cars war ein britischer Hersteller von Sportwagen-Replicas. Die Modelle wurden überwiegend in Bausatzform geliefert.

## Geschichte
Gründer des Unternehmens waren der ehemalige Lehrer Derek Robinson und der Ingenieur John Wilkinson. Ihr Ziel war es, kostengünstige Nachbildungen des Jaguar E-Type herzustellen. Das anfänglich Car Care Clinic genannte Unternehmen war in St Austell in Cornwall ansässig und nahm 1984 den Betrieb auf. Drei Jahre später zog Triple C nach Corby in Northamptonshire um, wo Robinson bessere regionale Wirtschaftsförderung erwartete. 1992 schließlich bezog es größere Werkshallen im schottischen Newtown St Boswells, wobei wiederum Aspekte der Wirtschaftsförderung die vorrangige Rolle für den Standortwechsel waren. Im folgenden Jahr wurde der Betrieb in Challenger Automotive Developments umbenannt. Bedingt durch den Preisverfall für gebrauchte – originale – Jaguar E-Type-Modelle, sank die Nachfrage nach Replicas in den frühen 1990er-Jahren erheblich. Versuche, Bausätze für Nachbauten anderer Klassiker anzubieten, scheiterten. Challenger geriet in wirtschaftliche Schwierigkeiten, die dazu führten, dass Robinson und Wilkinson Ende 1993 ihre Anteile verkauften. Der Käufer benannte das Unternehmen in Reiver Motor Cars um, erzielte aber keine wirtschaftlichen Erfolge. 1994 wurde der Betrieb infolge einer Insolvenz geschlossen.

## Modelle

### Challenger E-Type Replica

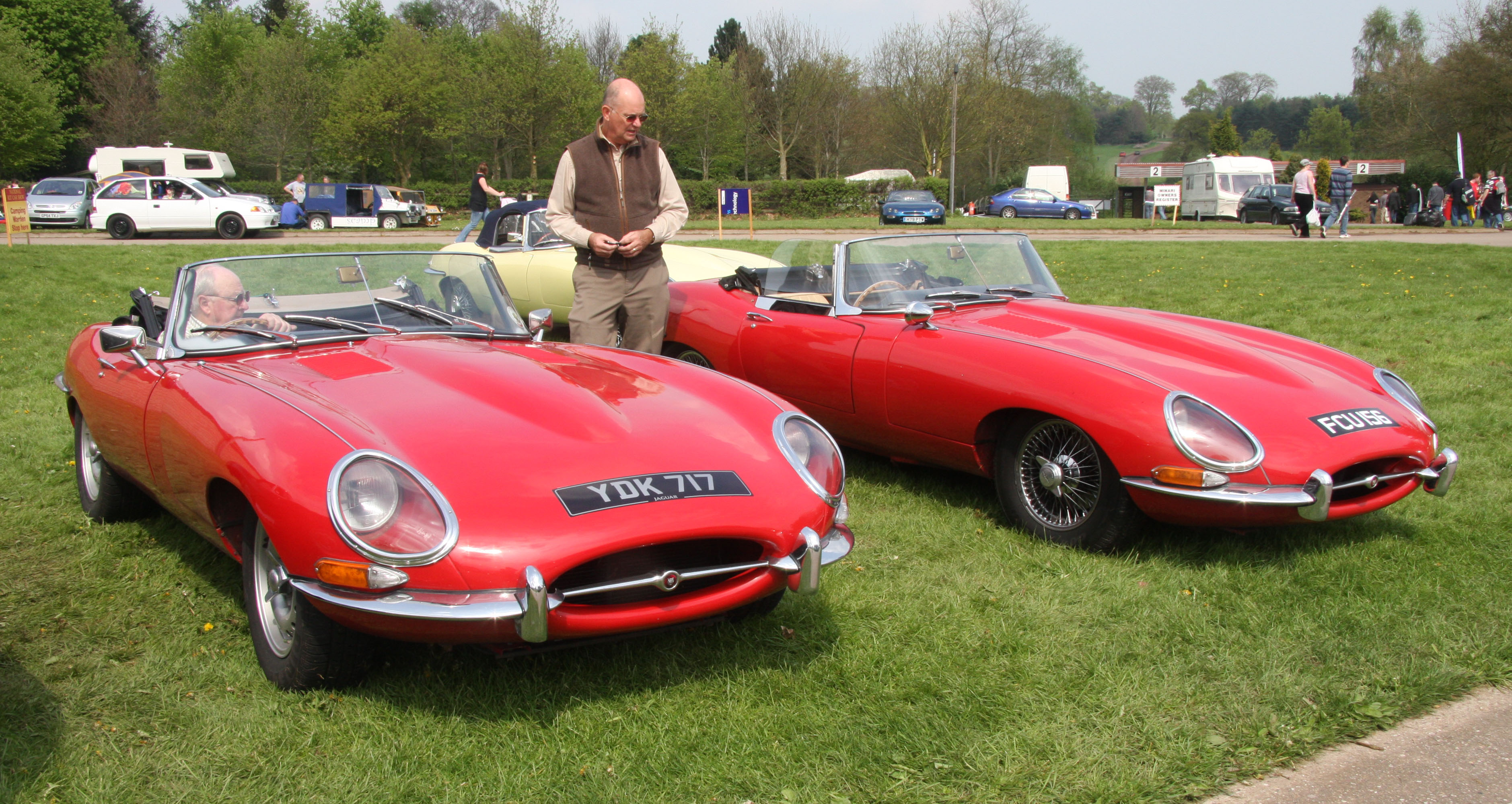
Challenger E-Type Replica

Erfolgreichstes Modell des Unternehmens Triple C war ein Challenger genannter Nachbau des Jaguar E-Type Roadster. Robinson und Wilkinson entwickelten zwei Serien, von denen sie von 1985 bis 1993 annähernd 250 Exemplare verkaufen konnten. Einige Fahrzeuge wurden auf Kundenwunsch bei Triple C komplett aufgebaut.

#### Mark 1
Der Challenger verwendete einen eigenständigen, von Wikinson entworfenen Rahmen. Die Negativformen für die Karosserie nahm Wilkinson von seinem eigenen, 1961 gebauten E-Type ab. Die ersten Exemplare des Challenger waren auf die Antriebstechnik von Rover ausgelegt; hierzu gehörte auch der 3,5 Liter große Achtzylindermotor. Zahlreiche technische Komponenten wurden vom Ford Cortina übernommen. Ab 1986 erhielt Triple C die Erlaubnis, technische Komponenten von Jaguar zu verwenden. Der Bausatz wurde dementsprechend angepasst. Die Arbeiten übernahmen die Ingenieure Steve Green und Paul Crab.

#### Mark 2
Nach dem Umzug nach Colby 1987 stellte Triple C die zweite Serie des Challenger vor. Das Chassis war komplett neu gestaltet. Es reduzierte das Gewicht des Wagens gegenüber dem Mark 1 um 133 kg. Der Challenger Mark 2 war damit 334 kg leichter als der Original-E-Type. Nach der Insolvenz von Reiver Motors 1994 übernahm Avon Coachworks in Timsbury die Konstruktionspläne des Mark 2. Dort lebte das Projekt von 1996 bis 1996 weiter.

#### Lightweight
1988 und 1989 fertigte Triple C zwei Nachbauten des im Motorsport erfolgreichen E-Type Lightweight.

### Malibu
Steve Green entwarf den Malibu, der dem Mitsubishi Pajero ähnelte. Die Technik kam von Ford. Zwischen 1991 und 1999 entstanden etwa vier Exemplare durch Car Care Clinic, Reiver Motor Car Company und Avon Coachworks.

### Weitere Modelle

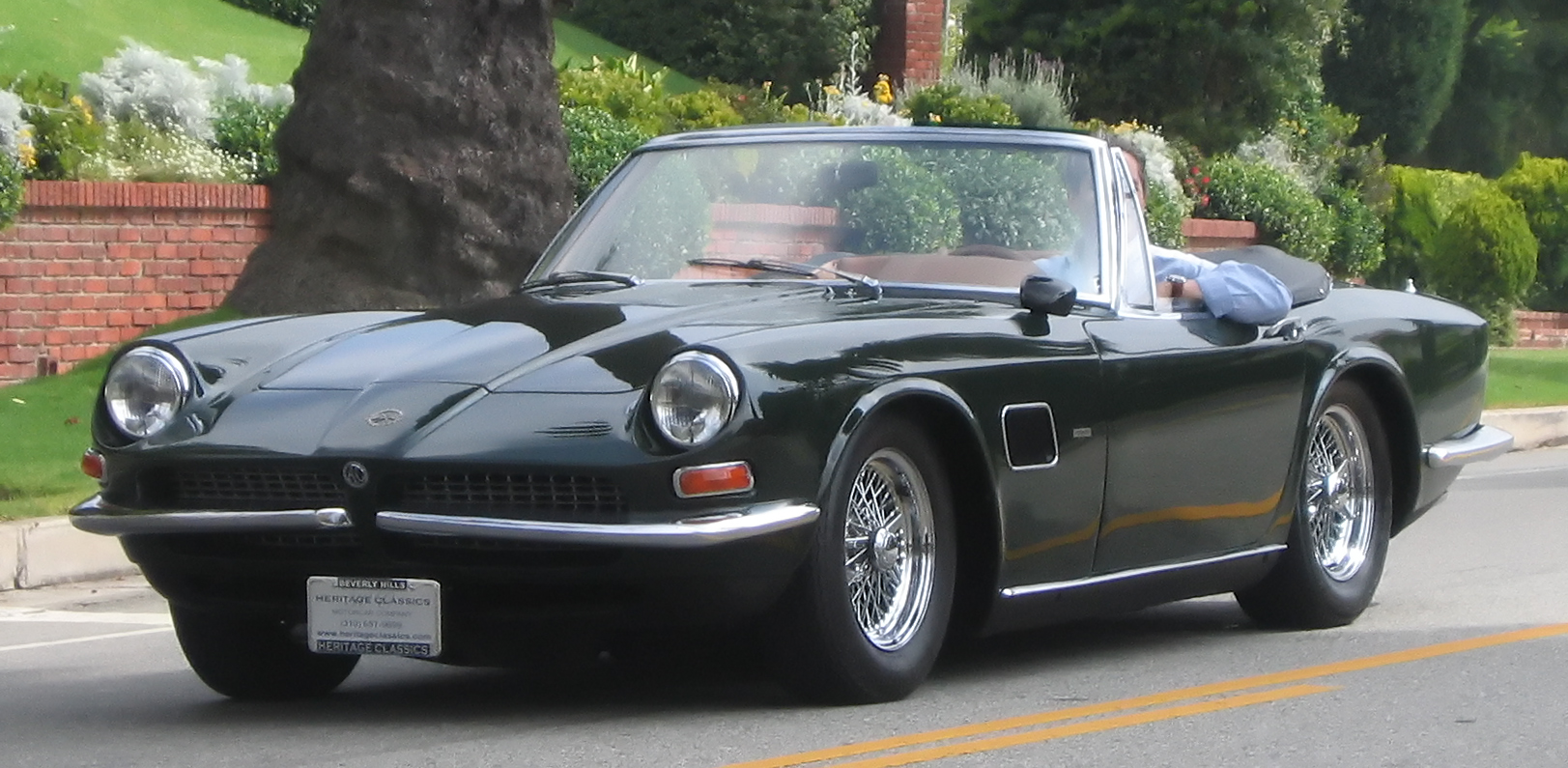
AC 428 (Werksfahrzeug)

Neben dem Jaguar E-Type versuchte Triple C, weitere Replicas bekannter Sportwagen in Bausatzform auf den Markt zu bringen. Mit Ausnahme eines Nachbaus des AC 428 handelte es sich hierbei nicht um Eigenkonstruktionen von Triple C, sondern um Bausätze, die von US-amerikanischen Anbietern entwickelt und hergestellt worden waren. Triple C beabsichtigte, diese Bausätze zu verfeinern und sie in Europa anzubieten. Die Pläne ließen sich nicht verwirklichen; Triple C baute von jedem Satz nur ein Exemplar zusammen. Zu ihnen gehörten Nachbauten des Mercedes-Benz 300 SL sowie des Porsche 959.